# Owens Cross Roads
Owens Cross Roads est une municipalité américaine située dans le comté de Madison en Alabama.
Selon le recensement de 2010, sa population est de 1 521 habitants. La municipalité s'étend sur 8,42 milles carrés (21,81 km2), dont 0,12 milles carrés (0,31 km2) d'étendues d'eau.

## Démographie
| 1970 | 1980 | 1990 | 2000  | 2010  | - |
| ---- | ---- | ---- | ----- | ----- | - |
| 767  | 804  | 695  | 1 124 | 1 521 | - |